# Courcôme
Courcôme é uma comuna francesa na região administrativa da Nova Aquitânia, no departamento de Charente. Estende-se por uma área de 29.58 km². Em 2010 a comuna tinha 799 habitantes (densidade: 27 hab./km²).
Em 1 de janeiro de 2019, as antigas comunas de Tuzie e Villegats foram incorporadas ao seu território.